# Парус (гостиница, Днепр)
Отель «Парус» — 32-этажный недостроенный отель в городе Днепр. Строительство продолжалось с 1975 по 1989 год. Здание расположено на набережной реки Днепр. Это один из немногих небоскрёбов, построенных во времена Украинской ССР, и он занимает 15-е место по высоте в стране.

## История строительства

### Проект
Проект гостиницы разрабатывали еще в 1972—1974 годах. Руководил проектом Владимир Александрович Зуев — талантливый и опытный архитектор, который смог за короткий срок собрать вокруг себя команду амбициозных, энергичных и молодых проектантов. В создании проекта приняли участие многие талантливые и творческие специалисты: Б. Медгауз, В. Товстик, И. Богданов. До начала строительства отеля, проект не имел аналогов в мире.
Утвержденное в 1974 году проектное строение представляло собой отель на 996 мест (для отеля на более 1000 мест должно было быть утверждение из Москвы, а не из Киева).
Проектная смета составила 9635000 советских рублей, довольно большую сумму внес сам город. Общая площадь застройки составляет 6,9 га. Общий объем строения — 188 000 м³. Стилобатная (нижняя базовая) часть имеет размер 20000 м² общей площади; высотная часть — 30 000 м².
Весь отель имеет 28 жилых этажей. Само место строительства намывалось искусственным путем, после чего вбивались сваи, опирающиеся на гранитный щит, лежащий в основе сооружения. Их общее число — около 3 000. Отель включал 589 номеров. Также было предусмотрено строительство бассейна, причала и автостоянки. Высота составляет 114 метров.

### Сооружение
На проект было выделено 10 млн рублей (из необходимых 25). Оставшаяся часть должна была компенсироваться за счет шефской помощи местных заводов. В дальнейшем этот факт сыграет важную роль в остановке строительства. Деньги из Москвы были выделены по личной протекции Л. И. Брежнева, проект был передан на баланс УССР и строительство началось в 1975 году.
Сначала были забиты сваи под высотную часть. Затем построили монолитно-железобетонный сердечник, над его созданием работали заводы ПМЗ и ДМЗ. Базовые колонны первых 15 этажей подвергаются очень большой нагрузке порядка 1200 т. на каждую и поэтому производились из цельного металла — легированной стали, снаружи покрывались бетоном. Специальный заказ на эти колонны был осуществлен мариупольским заводом «Азовсталь» после особого разрешения ЦК КПСС — такая сталь применялась для производства брони.
За три года был возведен каркас здания, а введение отеля в эксплуатацию планировали в 1979 году. В отличие от обычных советских строений при создании «Паруса» почти вся инфраструктура была создана еще до окончания главных работ. В цокольном этаже предусматривались различные мастерские, 2 трансформаторные подстанции, бойлерная, вентиляционные камеры и другое. С правой стороны отеля расположились помещения для кафе, баров, саун, кегельбанов. С левой — для парикмахерских, сберегательных касс, кухни, стирального цеха, на втором этаже — ресторан (600 мест), киноконцертный зал (450 мест) и конференц-зал на 120 мест. С 1987 года строительные работы начали замедляться, а в 1995 совсем прекратились. В 2005 году небоскреб был продан ЧП «Ромбус-Приват» за $ 4 000 000. По условиям контракта, покупатели должны были достроить отель до 2015 года.
2 февраля 2022 года Верховный Суд Украины вернул гостиницу «Парус» территориальной громаде, после чего мэром города Днепр Борисом Филатовым принято решение о сносе сооружения.